# Sphaerillodillo conisaleus
Sphaerillodillo conisaleus är en kräftdjursart som först beskrevs av Barnard 1932.  Sphaerillodillo conisaleus ingår i släktet Sphaerillodillo och familjen Armadillidae. Inga underarter finns listade i Catalogue of Life.